# Saint-Germain-Laval (Sena i Marne)
Saint-Germain-Laval és un municipi francès, situat al departament de Sena i Marne i a la regió de Illa de França. L'any 2007 tenia 2.762 habitants.
Forma part del cantó de Montereau-Fault-Yonne, del districte de Provins i de la Comunitat de comunes del Pays de Montereau.

## Demografia

### Població
El 2007 la població de fet de Saint-Germain-Laval era de 2.762 persones. Hi havia 925 famílies, de les quals 120 eren unipersonals (66 homes vivint sols i 54 dones vivint soles), 292 parelles sense fills, 437 parelles amb fills i 76 famílies monoparentals amb fills.
La població ha evolucionat segons el següent gràfic:
Habitants censats

### Habitatges
El 2007 hi havia 1.011 habitatges, 951 eren l'habitatge principal de la família, 31 eren segones residències i 29 estaven desocupats. 919 eren cases i 91 eren apartaments. Dels 951 habitatges principals, 698 estaven ocupats pels seus propietaris, 244 estaven llogats i ocupats pels llogaters i 9 estaven cedits a títol gratuït; 1 tenia una cambra, 9 en tenien dues, 92 en tenien tres, 331 en tenien quatre i 518 en tenien cinc o més. 813 habitatges disposaven pel capbaix d'una plaça de pàrquing. A 416 habitatges hi havia un automòbil i a 482 n'hi havia dos o més.

### Piràmide de població
La piràmide de població per edats i sexe el 2009 era:
| Homes | Edats   | Dones |
| ----- | ------- | ----- |
| 0     | 95 o +  | 0     |
| 0     | 90 a 94 | 0     |
| 8     | 85 a 89 | 8     |
| 4     | 80 a 84 | 8     |
| 24    | 75 a 79 | 32    |
| 28    | 70 a 74 | 20    |
| 44    | 65 a 69 | 40    |
| 24    | 60 a 64 | 24    |
| 84    | 55 a 59 | 56    |
| 96    | 50 a 54 | 128   |
| 148   | 45 a 49 | 160   |
| 68    | 40 a 44 | 92    |
| 97    | 35 a 39 | 52    |
| 80    | 30 a 34 | 108   |
| 88    | 25 a 29 | 89    |
| 88    | 20 a 24 | 108   |
| 116   | 15 a 19 | 72    |
| 92    | 10 a 14 | 84    |
| 132   | 5 a 9   | 100   |
| 108   | 0 a 4   | 88    |

## Economia
El 2007 la població en edat de treballar era de 1.880 persones, 1.336 eren actives i 544 eren inactives. De les 1.336 persones actives 1.198 estaven ocupades (627 homes i 571 dones) i 138 estaven aturades (58 homes i 80 dones). De les 544 persones inactives 201 estaven jubilades, 169 estaven estudiant i 174 estaven classificades com a «altres inactius».

### Ingressos
El 2009 a Saint-Germain-Laval hi havia 953 unitats fiscals que integraven 2.819,5 persones, la mediana anual d'ingressos fiscals per persona era de 18.552 €.

### Activitats econòmiques
Dels 45 establiments que hi havia el 2007, 1 era d'una empresa extractiva, 1 d'una empresa alimentària, 2 d'empreses de fabricació d'altres productes industrials, 13 d'empreses de construcció, 9 d'empreses de comerç i reparació d'automòbils, 4 d'empreses de transport, 3 d'empreses d'hostatgeria i restauració, 5 d'empreses de serveis, 4 d'entitats de l'administració pública i 3 d'empreses classificades com a «altres activitats de serveis».
Dels 14 establiments de servei als particulars que hi havia el 2009, 2 eren paletes, 1 guixaire pintor, 2 fusteries, 2 lampisteries, 3 electricistes, 3 perruqueries i 1 restaurant.
L'únic establiment comercial que hi havia el 2009 era una botiga de menys de 120 m².
L'any 2000 a Saint-Germain-Laval hi havia 4 explotacions agrícoles que ocupaven un total de 344 hectàrees.

## Equipaments sanitaris i escolars
L'únic equipament sanitari que hi havia el 2009 era una farmàcia.
El 2009 hi havia 1 escola maternal i 2 escoles elementals.

## Poblacions més properes
El següent diagrama mostra les poblacions més properes.